# GhostNet
GhostNet er det navn, der er givet til et formodet kinesisk elektronisk spionagenetværk, der har infiltreret mindst 1.295 computere i 103 lande. Computerne tilhører ambassader, udenrigsministerier og andre offentlige kontorer, samt Dalai Lamas tibetanske eksilcentre i Indien, Bruxelles, London og New York.

## Opdagelse
'GhostNet' blev opdaget og navngivet af forskere fra University of Torontos Munk Centre for International Studies og University of Cambridges Computer Laboratory, efter en ti måneders undersøgelsesperiode. Opdagelsen af 'GhostNet', og detaljer af dets operationer, blev første gang publiceret af The New York Times d. 29. marts 2009.
Efterforskerne fokuserede til at begynde med på påstandene om Kinas cyber-spionage af det tibetanske eksilsamfund, som f.eks. at emails og andre følsomme data var blevet stjålet. Dette førte til opdagelsen af 'GhostNet's oprindelige udbredelse.
Kompromitterede computere blev opdaget på ambassaderne fra Indien, Sydkorea, Indonesien, Rumænien, Cypern, Malta, Thailand, Taiwan, Portugal, Tyskland, Pakistan samt Laos' premierministers kontor. Udenrigsministerier fra Iran, Bangladesh, Letland, Indonesien, Filippinerne, Brunei, Barbados og Bhutan blev også angrebet. Ingen beviser tyder på at USA og Englands regeringskontorer blev infiltreret, Selvom en NATO-computer blev overvåget en halv dag, og computere fra Indiens ambassade i Washington, D.C., var infiltreret.

## Oprindelse
Forskerne fra Infowar Monitor erklærede at de ikke kunne finde beviser på at Kina stod bag spionagen, imens en rapport skrevet af forskere fra University of Cambridge angiver at de mener at den kinesiske regering står bag. Forskere har også bemærket af 'GhostNet' muligvis var en proces der blev kørt af private personer i Kina pga. penge eller patriotisk ære, eller oprettet af efterretningstjenester i lande som f.eks. Rusland eller USA. Den kinesiske regering nægter al deltagelse og siger at Kina "strengt forbyder cyberkriminalitet".